# Dünen Dabendorf
Dünen Dabendorf este o arie protejată (sit de importanță comunitară — SCI) din Germania întinsă pe o suprafață de 19,02 ha, integral pe uscat.

## Localizare
Centrul sitului Dünen Dabendorf este situat la coordonatele 52°14′50″N 13°26′33″E / 52.2472°N 13.4425°E.

## Înființare
Situl Dünen Dabendorf a fost declarat sit de importanță comunitară în septembrie 2000 pentru a proteja un număr necunoscut de specii din flora spontană și fauna sălbatică aflate în arealul zonei.

## Biodiversitate
Situată în ecoregiunea continentală, aria protejată conține 3 habitate naturale: Vegetație psamofilă uscată cu pășuni deschise de Corynephorus și Agrostis, Păduri acidofile de stejar bătrân cu Quercus robur pe câmpii nisipoase, Păduri central-europene de pin scoțian cu licheni.
La baza desemnării sitului se află un număr nedeclarat de specii protejate.
Pe lângă speciile protejate, pe teritoriul sitului au mai fost identificate 24 de specii de plante.